# Hoplodrina marginepicta
Hoplodrina marginepicta là một loài bướm đêm trong họ Noctuidae.